# Comuna Uspenka, Onufriivka
Uspenka (în ucraineană Успенка) este o comună în raionul Onufriivka, regiunea Kirovohrad, Ucraina, formată din satele Dacea și Uspenka (reședința).

## Demografie
Componența lingvistică a comunei Uspenka
     Ucraineană (94,05%)
     Rusă (4,76%)
     Alte limbi (0,22%)
Conform recensământului din 2001, majoritatea populației comunei Uspenka era vorbitoare de ucraineană (94,05%), existând în minoritate și vorbitori de rusă (4,76%).